# Ultraleichtfluggelände Ippesheim

i7
i11
i13
Das Ultraleichtfluggelände Ippesheim ist ein Ultraleichtfluggelände im Gebiet des Marktes Ippesheim im Landkreis Neustadt an der Aisch-Bad Windsheim in Bayern. Der Platzhalter und Betreiber ist die Flugsportgruppe Ippesheim e. V.

## Lage
Das Ultraleichtfluggelände liegt etwa 1 km nördlich des Zentrums von Ippesheim.

## Flugbetrieb
Das Ultraleichtfluggelände besitzt eine Betriebsgenehmigung für Ultraleichtflugzeuge. Es ist mit einer 350 m langen und 30 m breiten Start- und Landebahn aus Gras (Richtung 10/28) ausgestattet. Es wurde am 27. August 1987 genehmigt. Die Betriebsaufnahme wurde mit Wirkung vom 16. November 1987 gestattet.
Am Flugplatz ansässig ist neben der Flugsportgruppe Ippesheim e. V. die Firma Flight Team UG & Co. KG. Sie betreibt eine Flugschule und vertreibt Ultraleichtflugzeuge des Herstellers Pipistrel sowie Rettungsgeräte für Ultraleichtflugzeuge.